# Francis Wodié

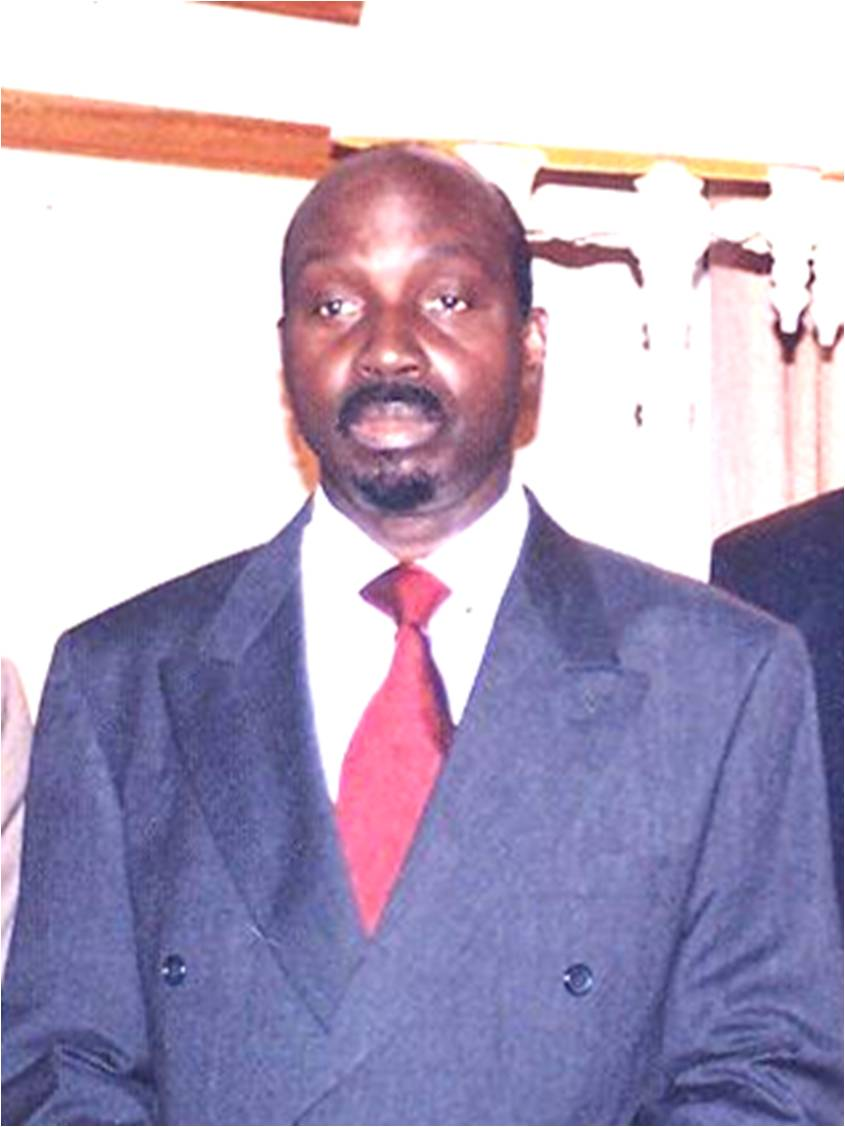
Francis Wodié

Romain Francis Wodié (* 25. Februar 1936 in Abidjan; † 3. Juli 2023) war ein ivorischer Politiker und Vorsitzender der Parti Ivoirien des Travailleurs (PIT).

## Leben und Karriere
Wodié wurde am 25. Februar 1936 in Abidjan geboren und lehrte dort später Recht. Er war Gründungsmitglied der Ivorischen Liga für Menschenrechte, und von 1985 bis 1989 war er Vorsitzender der ivorischen Sektion von Amnesty International. Im Jahr 1990 gründete er die PIT und war der einzige Kandidat dieser Partei, der in den Parlamentswahlen 1990 einen Sitz erringen konnte. Er saß als Abgeordneter des Distrikts Cocody im Parlament, bis er bei den Wahlen 1995 seinen Sitz verlor. Bei den Präsidentschaftswahlen 1995 trat er als einziger Gegenkandidat zu Amtsinhaber Henri Konan Bédié an; bei den Wahlen, die von allen anderen Oppositionsparteien boykottiert wurden, erreichte er 3,52 % der Stimmen.
In der am 11. August 1998 angelobten Regierung wurde Wodié zum Minister für Höhere Bildung und Forschung ernannt. Er blieb bis 1999 in dieser Position. Die Frage, warum er ein Regierungsamt annahm, erklärte Wodié damit, dass seine Partei zwar eine Oppositionspartei sei, aber zur nationalen Entwicklung beitragen wolle. Beim Weihnachtsputsch 1999 wurde  Wodié zusammen mit zahlreichen anderen Ministern festgenommen, aber bereits wenige Tage später freigelassen. Im Februar 2000 kündigte er an, erneut für das Präsidentenamt kandidieren zu wollen; in dieser Wahl erreichte er mit 5,7 % der Stimmen Platz drei.